# Vallada
Vallada község Spanyolországban, Valencia tartományban. Vallada Aielo de Malferit, Enguera, Mogente, Montesa, Valencia és Ontinyent községekkel határos. Lakosainak száma 3079 fő (2024).

## Népesség
A település népessége az utóbbi években az alábbiak szerint változott:
| Lakosok száma | 3117 | 3339 | 3409 | 3463 | 3309 | 3135 | 3093 | 3039 | 3065 | 3079 |
|               | 2001 | 2004 | 2007 | 2009 | 2012 | 2014 | 2017 | 2019 | 2022 | 2024 |